# Лапушинська сільська рада
Ла́пушинська сільська рада (рос. Лапушинский сельский совет) — сільське поселення у складі Мокроусовського району Курганської області Росії.
Адміністративний центр — село Лапушки.
Населення сільського поселення становить 356 осіб (2017; 436 у 2010, 577 у 2002).

## Склад
До складу сільського поселення входять:
| Населений пункт          | Населення, осіб (2002) | Населення, осіб (2010) |
| ------------------------ | ---------------------- | ---------------------- |
| Велике Песьяне, присілок | 95                     | 48                     |
| Лапушки, село            | 363                    | 294                    |
| Півішне, присілок        | 119                    | 94                     |